# Echiniscus rugospinosus
Echiniscus rugospinosus är en djurart som tillhör fylumet trögkrypare, och som beskrevs av Ernst Marcus 1928. Echiniscus rugospinosus ingår i släktet Echiniscus och familjen Echiniscidae. Inga underarter finns listade i Catalogue of Life.